# Afrana
Afrana és un gènere de granotes de la família Ranidae.

## Taxonomia
- Afrana amieti (Laurent, 1976)
- Afrana angolensis (Bocage, 1866)
- Afrana desaegeri (Laurent, 1972)
- Afrana dracomontana (Channing, 1978)
- Afrana fuscigula (Duméril & Bibron, 1841)
- Afrana inyangae (Poynton, 1966)
- Afrana johnstoni (Günther, 1894)
- Afrana ruwenzorica (Laurent, 1972)
- Afrana vandijki (Visser & Channing, 1997)
- Afrana wittei (Angel, 1924)